# Cyril Bouda
Cyril Bouda (ur. 14 listopada 1901 w Kladnie, zm. 29 sierpnia 1984 w Pradze) – czeski malarz, grafik, ilustrator, autor gobelinów i znaczków pocztowych; nauczyciel akademicki.

## Życiorys

### Rodzina

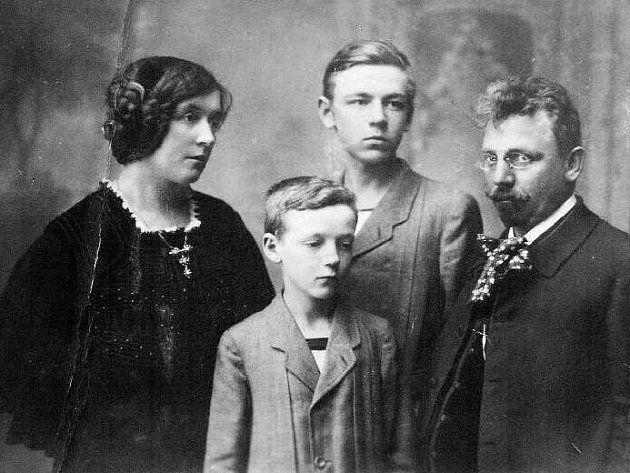
Od lewej: Anna Boudová-Suchardová, Cyril, jego brat Jaroslav oraz Alois Bouda

Urodził się 14 listopada 1901 w Kladnie. Po kilku latach rodzina przeprowadziła się do Pragi z powodu zmiany miejsca pracy ojca.
Pochodził z rodziny artystów: jego ojciec Alois Bouda (1867–1934) był malarzem i pracował jako nauczyciel rysunku, natomiast jego matką była artystka Anna Boudová Suchardová. Jej ojcem z kolei był czeski rzeźbiarz Antonín Sucharda Jr. (1843–1911), jej bracia (Stanislav i Vojtěch) także zostali rzeźbiarzami. Jego ojcem chrzestnym był przyjaciel rodziny malarz Mikoláš Aleš.
Miał starszego brata: Jaroslava (1898–1919).
W 1930 roku poślubił Evę Šimonovą (1908–1997), córkę Tavíka Františk Šimona. Ich dwaj synowie również byli artystami: Jiří Bouda (ur. 1934) oraz Petr (ur. 1936). Po rozwodzie z Evą jego żoną została Helena Nevosadová. W 1964 roku urodził się ich syn Marek.

### Wykształcenie i praca na uczelniach
W 1923 roku Bouda ukończył Szkołę Sztuk i Rzemiosł w Pradze pod kierunkiem Františka Kyseli, a w 1926 roku ukończył studia w Akademii Sztuk Pięknych w Pradze, gdzie uczył się u Maxa Švabinskiego.
W 1929 roku został asystentem Tavíka Františk Šimona w Akademii Sztuk Pięknych. Od 1932 roku był zastępcą nauczyciela rysunku na wydziale architektury ČVUT. W latach 1946–1972 pracował jako nauczyciel, a później jako profesor na Wydziale Pedagogicznym Uniwersytetu Karola w Pradze i w Brandýs nad Labem (1964–1972).

## Twórczość
Tworzył ilustracje i okładki do książek, z czym najprawdopodobniej do dzisiaj jest najbardziej kojarzony. Stworzył ilustracje do ok. 700 książek. Ilustrował m.in. Autobiografię Benvenutona Celliniego, Podróże Guliwera, Má vlast: o české přírodě Marii Majerovej.
Zajmował się także wieloma innymi technikami: malowaniem płócien i akwareli, grafiką, witrażem, stemplowaniem, a pod koniec życia także gobelinami. Motywów swoich dzieł szukał w otoczeniu.
Jego twórczość związana jest także z Kodlem, w którym się urodził i które od 1932 roku regularnie odwiedzał.
Był członkiem Stowarzyszenia Czeskich Artystów Grafików Hollar oraz grupy „Umělecká beseda”.

### Przykłady

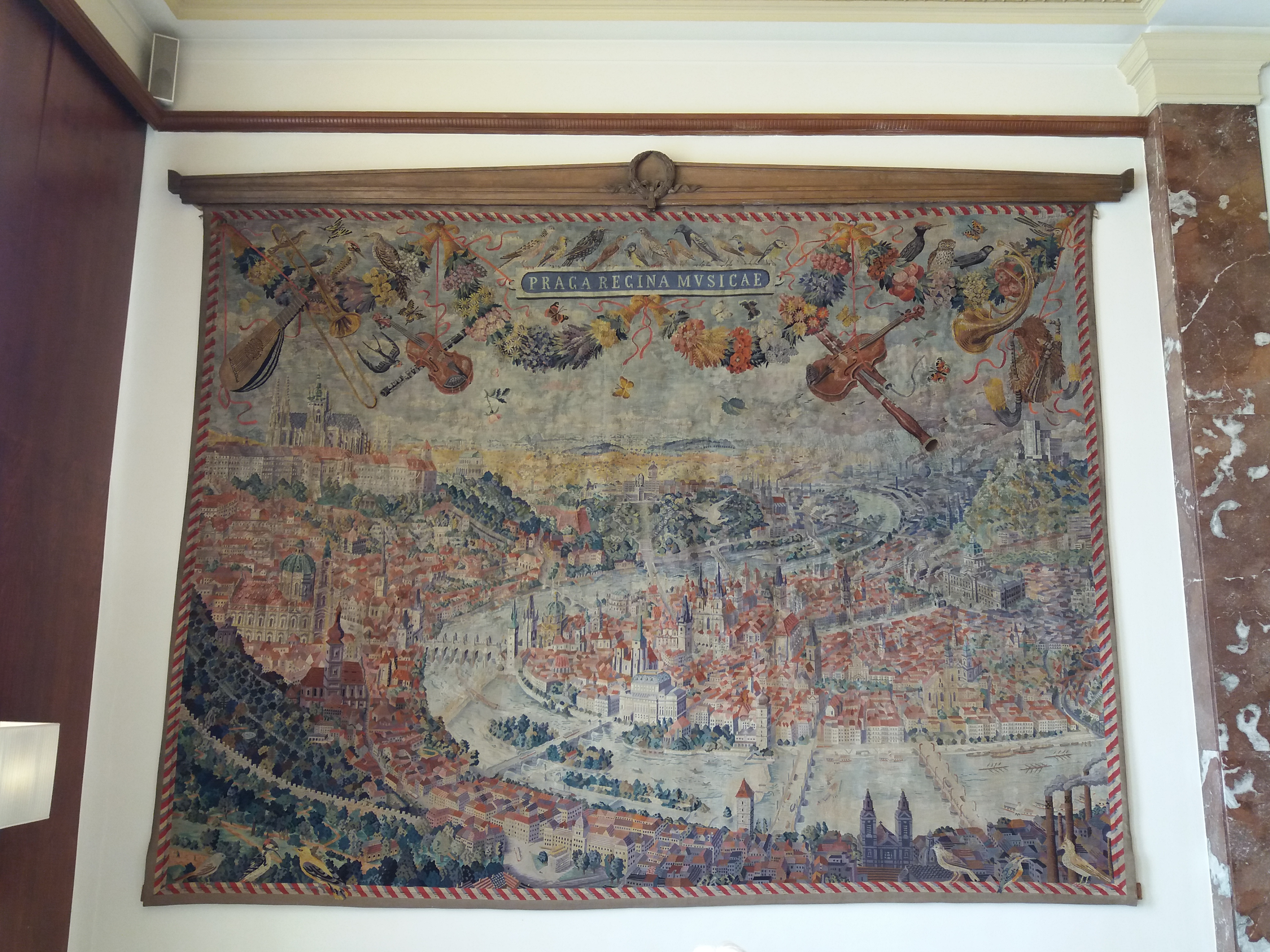
Gobelin w Hotelu International w Pradze
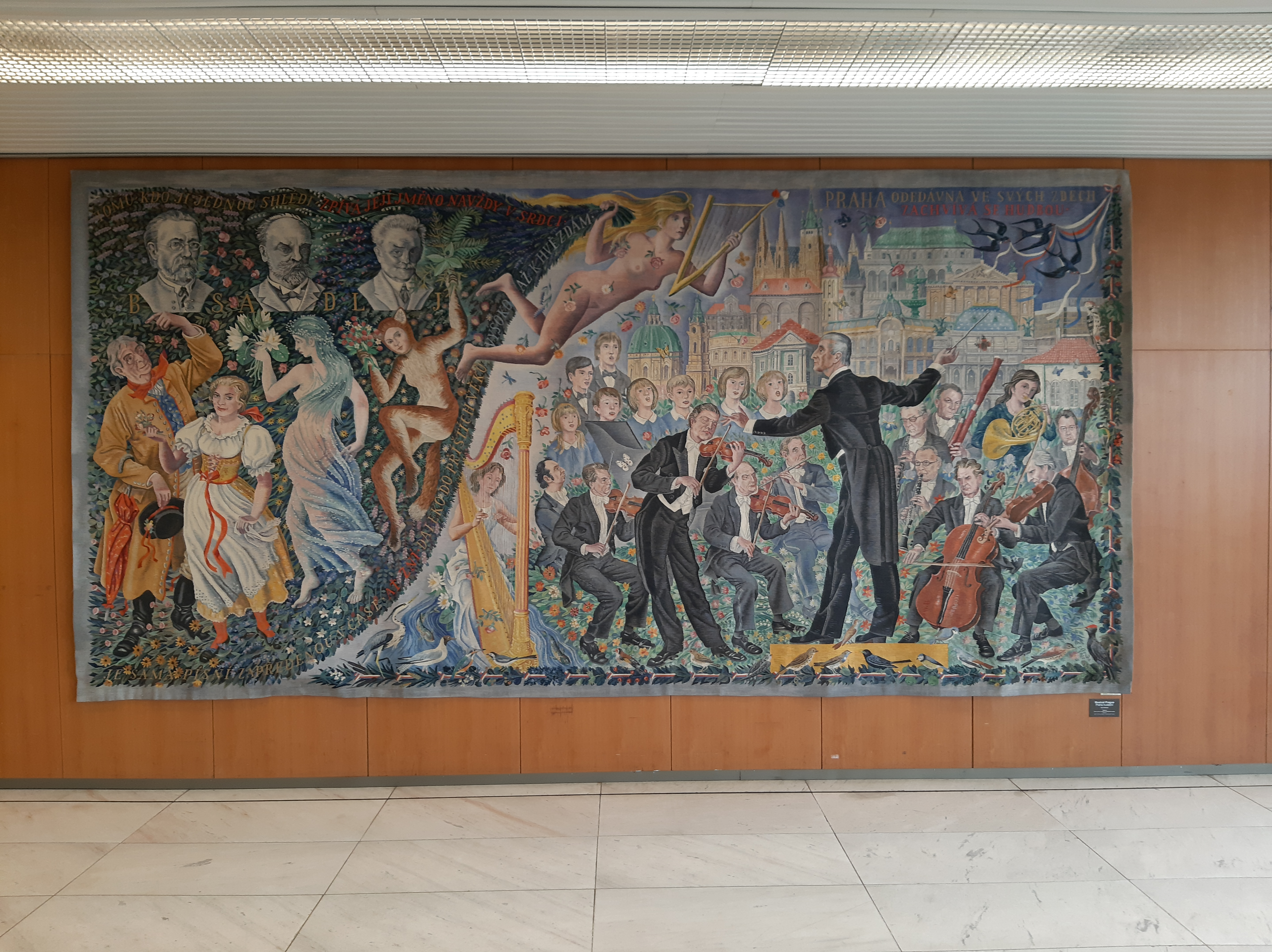
Gobelin Praha hudební mieszczący się w Centrum Kongresowym w Pradze

## Nagrody i wyróżnienia
- Honorowy obywatel Kladna (1974)[9]
- Artysta narodowy (1976)[10]